# Eúde
Eúde ou Eud (em hebraico: אֵהוּד בֶּן־גֵּרָא, tiberiano: ʾĒhūḏ ben‑Gērāʾ), também chamado de Ben‑Gera, foi o segundo juiz de Israel sucedendo a Otniel. Ele era filho de Gera, da Tribo de Benjamim, e era canhoto.

## Opressão sob o rei Eglom
Israel teve liberdade por quarenta anos, até a morte de Otniel, porém depois disso os filhos de Israel voltaram a pecar, e Jeová fortaleceu Eglom, rei dos moabitas.
Eglom, aliado aos amonitas e amalequitas, derrotou Israel, tomou a Cidade das Palmeiras, e oprimiu Israel por dezoito anos.
Os israelitas pediram um salvador a Deus, que foi Eúde, da tribo de Benjamim. Eúde foi escolhido para levar o tributo de Israel a Eglom.
Eúde levou escondido um punhal, (pequena espada de um côvado) e, após pagar o tributo, disse que havia uma mensagem secreta para o rei. Quando Eúde ficou sozinho com Eglom, ele esfaqueou (saindo-lhe os excrementos do ventre) e matou o rei, trancou a porta da sala e saiu pela janela de ventilação do quarto. E vieram seus servos e começaram a olhar, e eis que as portas do quarto do terraço estavam trancadas. Disseram, portanto: “Está apenas satisfazendo uma necessidade natural*+ no fresco quarto interior.” 
De volta a Israel, em Efraim, Eúde tocou o shofar e reuniu os israelenses, dizendo que Deus havia entregue a eles os moabitas, e tomou os vaus do Jordão. Na guerra, morreram dez mil moabitas.
Eúde matou Eglom e livrou Israel do pagamento desses tributos, e fugiu para as montanhas de Efraim, onde reuniu um exército para vencer os moabitas que tentassem atravessar o rio Jordão.
Assim, Israel alcançou um período de paz por 80 anos. O próximo juiz foi Sangar.
| Precedido por Otniel | Juiz de Israel | Sucedido por Sangar |